# Phare de Mare Island
Le phare de Mare Island était un phare situé sur Mare Island (en), une péninsule sur la rive nord-est de la baie de San Pablo, dans le Comté de Solano (État de la Californie), aux États-Unis.

## Histoire
Le phare de Mare Island a été construit en 1873 à l'entrée de Carquinez Strait. Il a été conçu par Paul J. Pelz (en), identique au phare de Point Fermin, au phare d'East Brother Island et au phare de Point Hueneme...
Le Conseil des phares des États-Unis a, par la suite, réalisé qu'une lumière placée au large près de la jonction du détroit et de la rivière servirait mieux la navigation dans la région. Le phare de Carquinez Strait a été ouvert en 1909 pour le remplacer.
Il a été désactivé en 1917 et démoli dans les années 1930.
Une station de recherche de la direction de la Marine a été érigée sur le site en 1942. Elle était occupée par des radios de la marine américaine stationnées à la station de radio navale de Mare Island. La station a été fermée en 1945 après la fin de la Seconde Guerre mondiale et remplacée par une radio-balise de la Navy.
Identifiant : ARLHS : USA-475 .
|                    |
| Mare Island Strait |

|              |
| Ancien phare |

### Lien connexe
- Liste des phares de la Californie